# Elżbieta Różycka-Przybylak
Elżbieta Różycka-Przybylak (ur. 27 grudnia 1961 w Łodzi) – polska pianistka, kameralistka i pedagog.
Absolwentka Akademii Muzycznej w Łodzi (klasa fortepianu prof. Bożeny Matulewicz-Szymonowicz, dyplom z wyróżnieniem w 1985). Od 1985 zatrudniona w Akademii Muzycznej w Łodzi. Prowadzi klasę kameralistyki fortepianowej. Profesor sztuk muzycznych (tytuł uzyskała w 2015).
Odznaczona m.in. Brązowym Krzyżem Zasługi (2001) i Odznaką honorową „Zasłużony dla Kultury Polskiej” (2006).